# Le Fils de Spartacus (Alix)
Le Fils de Spartacus est le douzième album de la série Alix, écrite et dessinée par Jacques Martin. Il a été publié en 1975 aux Éditions Casterman.
Il existe une version de cet album en latin : Spartaci filius

## Synopsis
Spartacus, l'ancien organisateur de la révolte des esclaves, a eu un fils. Lorsque le consul Pompée apprend cette nouvelle, il tente d'éliminer cet enfant, dangereux symbole contre le pouvoir des nobles romains. Alix vient à leur secours et tente ensuite de les amener à César, en Gaule. Mais il s'avère qu'il est victime d'une machination ourdie par la mère du petit Spartaculus, et le périple entrepris par le petit groupe se terminera tragiquement.

## Personnages
Alix Graccus
Enak
SpartaculusJeune garçon de l'âge d'Enak, serait le fils de Spartacus, l'ancien esclave. Ceci en fait un danger pour la paix de Rome car la connaissance de son existence par le peuple peut entraîner une révolution. Poursuivi par les hommes de Pompée, il tente donc de gagner la protection de César.
MaiaMère de Spartaculus, femme ambitieuse et manipulatrice, elle tentera de vendre son fils au plus offrant au terme de leur cavale.